# Kunisue Jidōsha Seisakusho
Kunisue Jidōsha Seisakusho (jap. 国末自動車製作所, engl. Kunisue Automobile Works) war ein Hersteller von Kraftfahrzeugen aus Japan.

## Unternehmensgeschichte
Das Unternehmen, ursprünglich Yamada Tekkōjo (山田鉄工所, „Eisenhütte Yamada“) genannt, aus Tokio begann 1909 oder 1910 mit der Produktion von Automobilen. Der Markenname lautete bis 1910 oder 1911 Kunisue. Ab 1911 kam es zu einer Zusammenarbeit mit K.K. Tōkyō Jidōsha Seisakusho. Als Markenname wurde nun Tokyo bzw. Tokio verwendet. 1912 endete die Produktion. Je nach Quelle entstanden einige Exemplare, eine kleine Anzahl an Fahrzeugen oder weniger als 50 Fahrzeuge.

## Fahrzeuge
Der Kunisue hatte einen Zweizylindermotor mit entweder 5 PS oder 8 PS Leistung. Eine andere Quelle gibt mehr Details an. Demnach blieb der No. 1 8 HP von 1909 ein Prototyp. Sein Frontmotor mit 1300 cm³ Hubraum und 8 PS Leistung trieb die Hinterachse an. Die Karosserie bot Platz für zwei Personen. 1910 ging das Modell als 8 HP Tourer und einem Aufbau als Phaeton in Produktion. Darunter war von 1910 bis 1911 der 5 HP Tourer gelistet. Auch er war als Phaeton karosseriert.
Der Tokyo hatte einen wassergekühlten Vierzylindermotor. Dabei handelte es sich um einen L-Kopf-Motor mit seitlichen Ventilen. Als Hubraum wird sowohl 1300 cm³ als auch 3656 cm³ angegeben. Der Motor leistete 16 PS. Überliefert sind die Karosserieformen Tourenwagen und Limousine. Eine Abbildung zeigt ein Coupé de Ville. Eine andere Quelle  nennt es 16–18 HP mit 3656 cm³ Hubraum, 16 bis 18 PS Leistung und Aufbauten als Limousine und Landaulet.